# Kasteel ten Hove (Grathem)

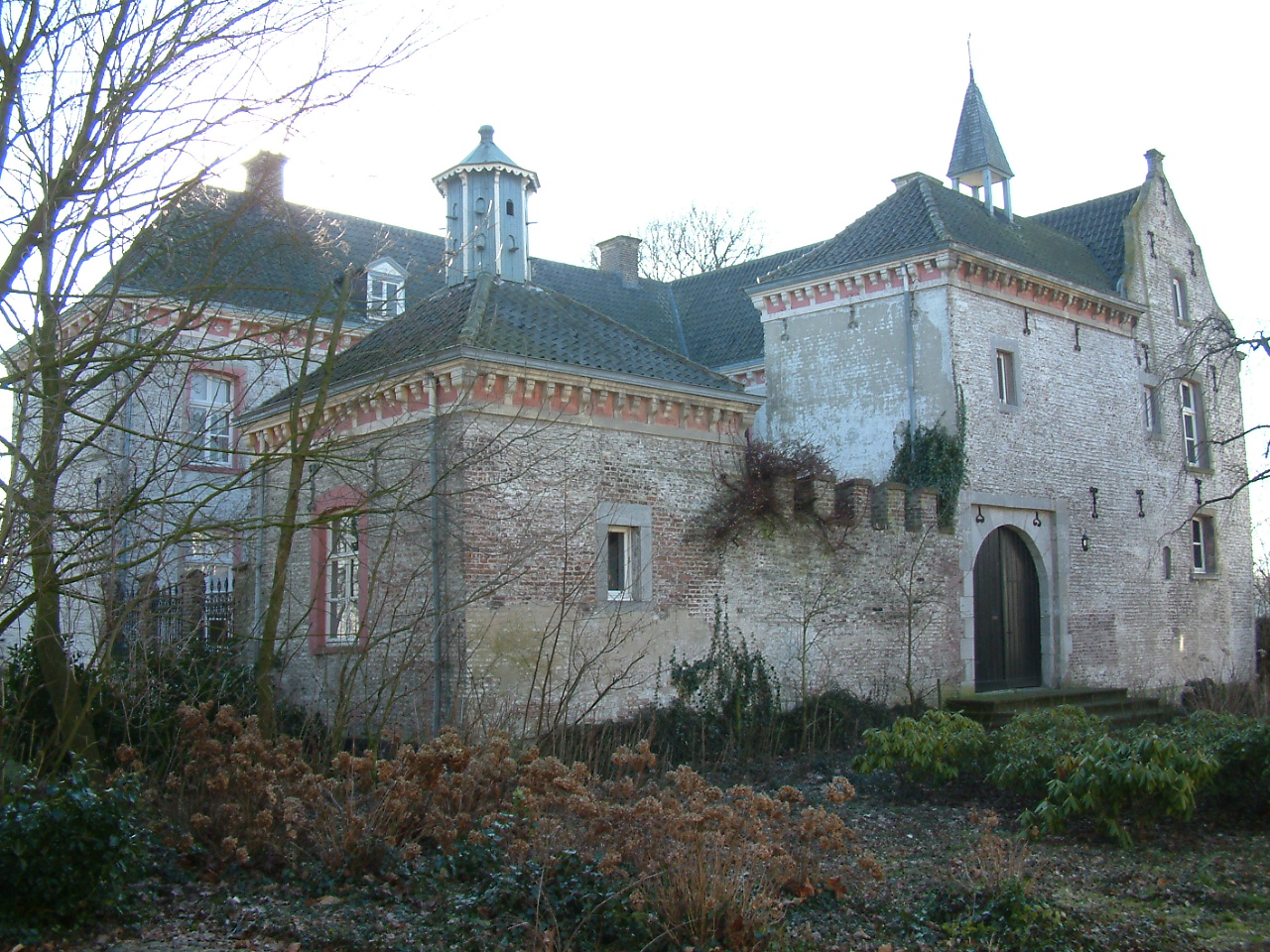
Kasteel ten Hove in Grathem

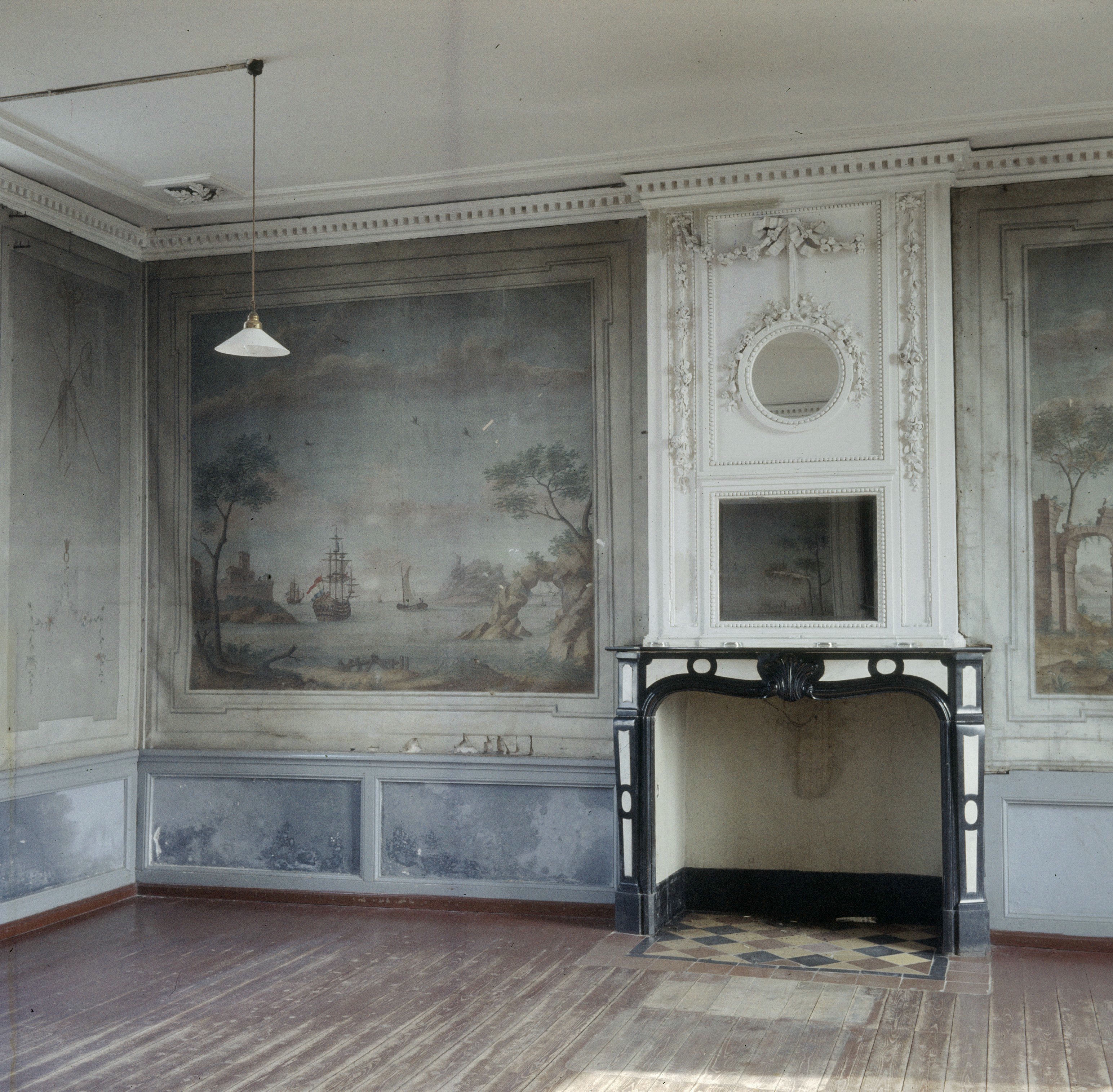
Interieur salon

Kasteel ten Hove is gelegen ten westen van het dorp Grathem, dat deel uitmaakt van de Nederlands Limburgse gemeente Leudal. Het Kasteel wordt ook Bormanshuis en Puytlinkshof genoemd, naar de familienamen van vroegere bewoners.

## Beschrijving van het kasteel
Het kasteel omvat een uit twee verdiepingen bestaand rechthoekig, bakstenen hoofdgebouw met haaks daarop een westvleugel en aan de noordzijde een nederhof. Het hoofdgebouw heeft een classicistische uitstraling en is voorzien van een consolefries uit 1680. Onder het hoofdgebouw bevindt zich een 14e of 15e-eeuwse kelder met tongewelven. De westvleugel, in de 17e eeuw door Willem De Borman gebouwd, heeft een maniëristische topgevel.
Rond 1680 is aan de binnenhof van het hoofdgebouw een poortgebouw en een rechthoekig hoektorentje gebouwd, alle in dezelfde stijl als het hoofdgebouw. Op het dak van de poortvleugel een dakruitertje, het hoektorentje is voorzien van een tentdak met daarop een lantaarnvormige duiventil. De vensteromlijstingen uit natuursteen zijn in de 18e eeuw aangebracht. In het hoofdgebouw bevindt zich een 17e-eeuwse Ionische schouw. Tevens zijn er aan weerszijden van de schouw enkele behangselschilderingen te bewonderen.
Het hoofdgebouw, de westvleugel en poortgebouw met hoektorentje zijn gedeeltelijk omgracht. Oorspronkelijk had het kasteel een dubbele omgrachting.
De nederhof is een gebouw met drie vleugels om een binnenplaats. In de oostvleugel bevindt zich de toegangspoort. Het geheel stamt uit de 17e eeuw.

## Geschiedenis en bewoners
Volgens overlevering zou er op de plaats van het kasteel in 1210 al een versterkte burcht hebben gestaan die in 1340 zou zijn verwoest door brand. De gewelven in de kelder van het huidige hoofdgebouw zouden restanten bevatten van deze verwoeste voorloper. De eerste officiële vermelding is echter pas in de 15e eeuw. De eerst bekende bewoner zou de ridder Geurt van de Bongert zijn geweest. Ondanks zijn omgrachtingen en versterkingen is aan het kasteel in het verleden geen riddermatigheid toekenbaar.
Het huidige hoofdgebouw dateert uit het begin van de 17e eeuw en is waarschijnlijk gebouwd door jonkheer Willem De Borman, heer van Grathem, en zijn vrouw Margaretha van Waes. Getuige hiervan is een in het huis Ten Hove aanwezige gedenksteen waarop het jaartal 1609 en de familiewapens van De Borman en van Waes zichtbaar zijn. Hetzelfde familiewapen is ook te vinden op de monumentale grafzerk in het torenportaal van de parochiekerk, de RK Kerk Sint Severinus in Grathem. Willem De Borman bouwde in het midden van de 17e eeuw de westvleugel aan het hoofdgebouw. In 1680 ging het eigendom van het kasteel over aan Arnold Christoffel Puytlinck ter Biest. Hij zorgde voor verdere uitbreidingen van het kasteel en gaf er een classicistisch uiterlijk aan. Na de Puytlincks werd het kasteel achtereenvolgens bewoond door de families Von Bonninghausen, De Lom, en De Brialmont en aan het eind van de 18e eeuw door de familie De Bounam de Ryckholt, nadat Jean-Baptist De Rijckholt het in 1792 van een tante had geërfd. De familie De Bounam verbleef er vier generaties lang. Na Jean-Baptist volgde Adolphe (gehuwd met Mechtildid Van Voorst tot Voorst), Louise (gehuwd met Leopold Van Voorst tot Voorst) en Adèle (gehuwd met Frans Vos de Wael). In 1922 verhuisde dit laatste echtpaar en kwam er een eind aan vijf eeuwen adellijke bewoning van het kasteel.
In 1925 stond het kasteel te koop. Nieuwe eigenaar werd een boer uit Grathem die de ruimten van het kasteel gebruikte voor opslag van zijn oogst. In 1933 kreeg het kasteel een geheel nieuwe bestemming en werd het ingericht als nonnenklooster annex bejaardenverzorgingscentrum. Later werd het nog gebruikt als kleuterschool. In 1944 loopt het kasteel een behoorlijke oorlogsschade op en raakt het na de oorlog, na jarenlange leegstand, in verval. In 1961 wordt het aangekocht door een verzekeringsmaatschappij en wordt het gerestaureerd om er een vakantieoord voor de kinderen van de personeelsleden van te maken. Later wordt het verhuurd aan een horecabedrijf.
Sinds 1992 is het kasteel weer in particuliere handen en vinden er weer de nodige restauraties plaats. De voorhof is recentelijk verbouwd tot appartementen.

## Trivia
In de 19e eeuw was het kasteel nog gelegen op de linkeroever van de Uffelse Beek. Deze beek is echter in de 20e eeuw rechtdoor getrokken, waardoor deze nu veel zuidelijker van het kasteel stroomt.

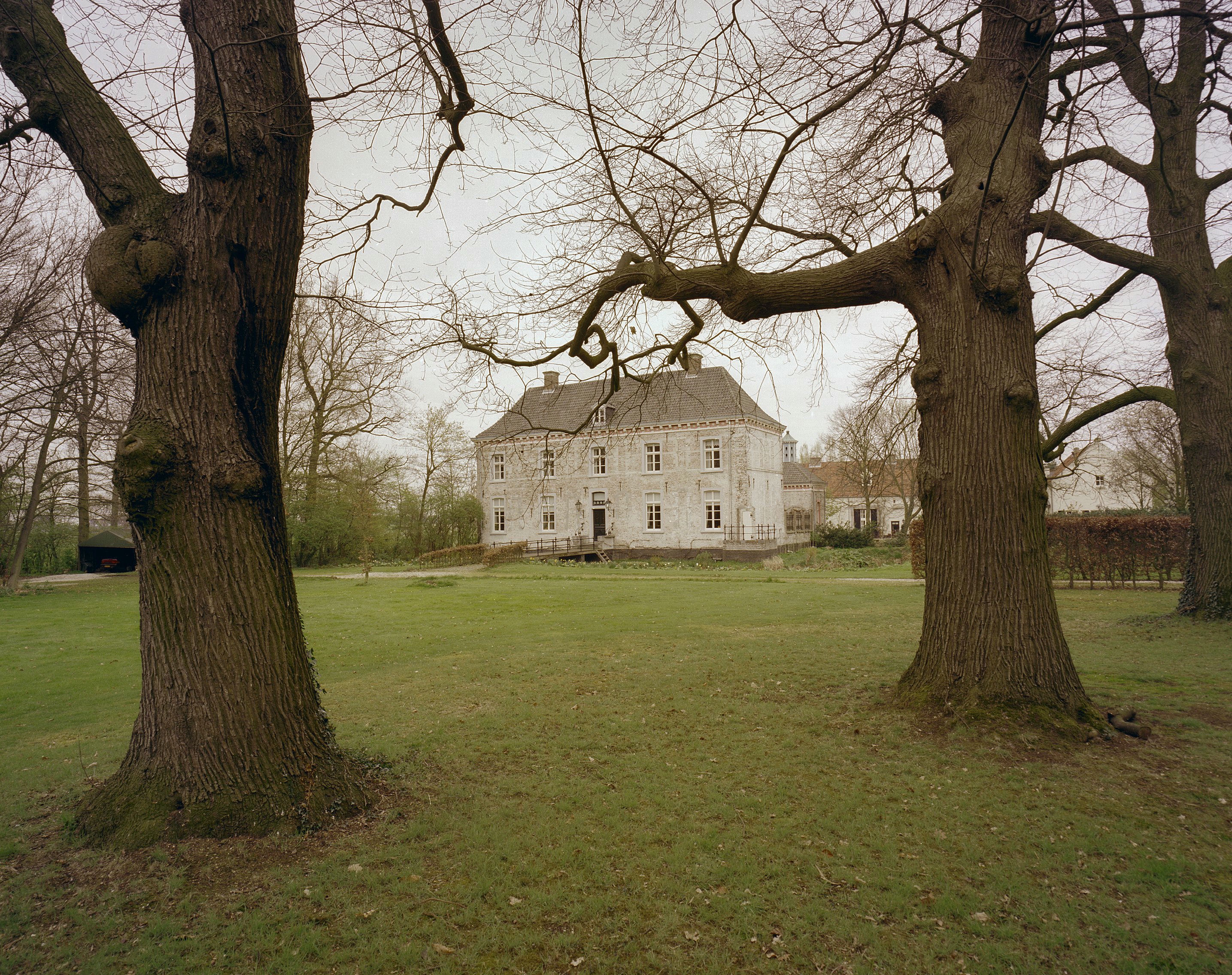
Overzicht landgoed
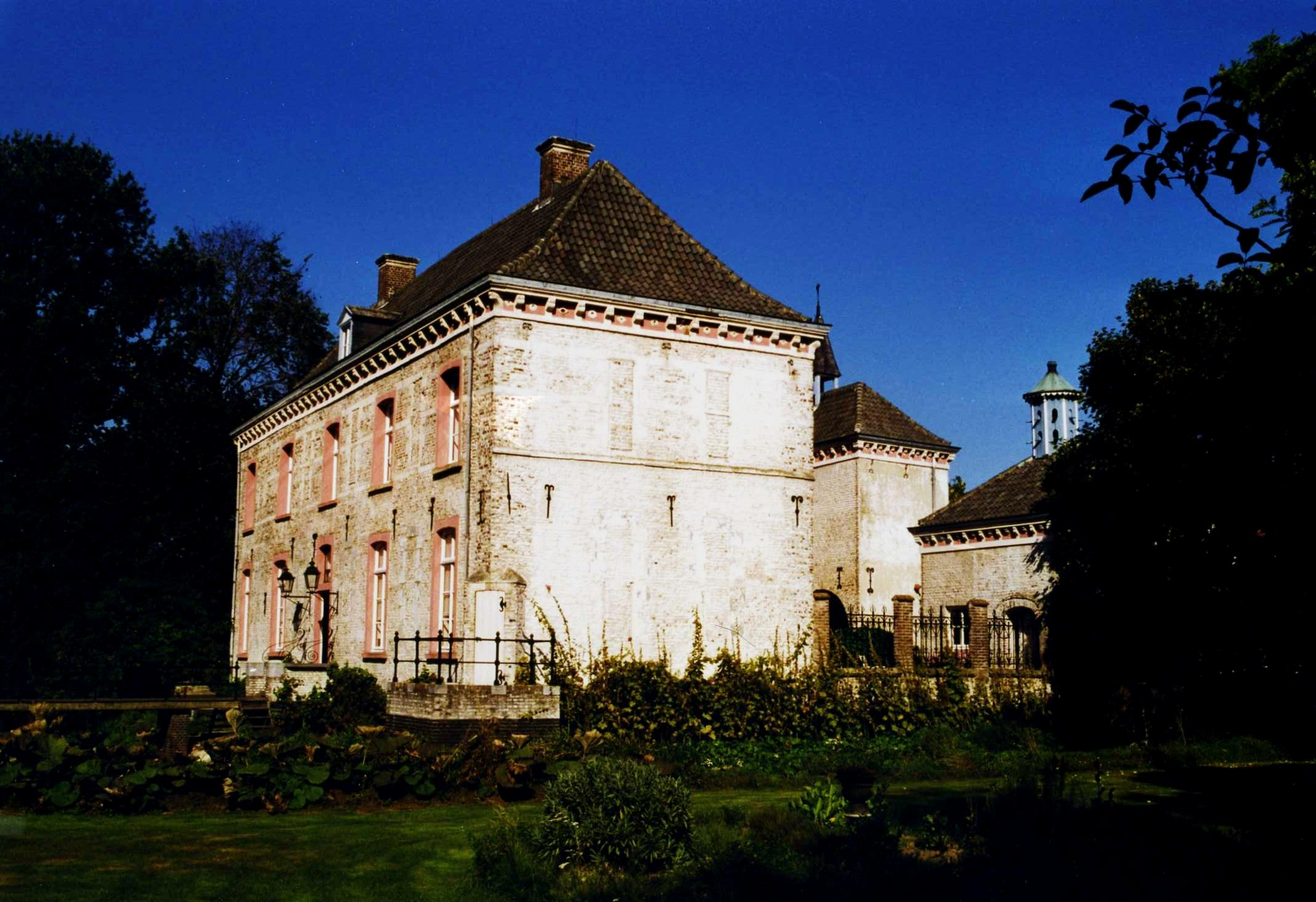
Rechterzijgevel
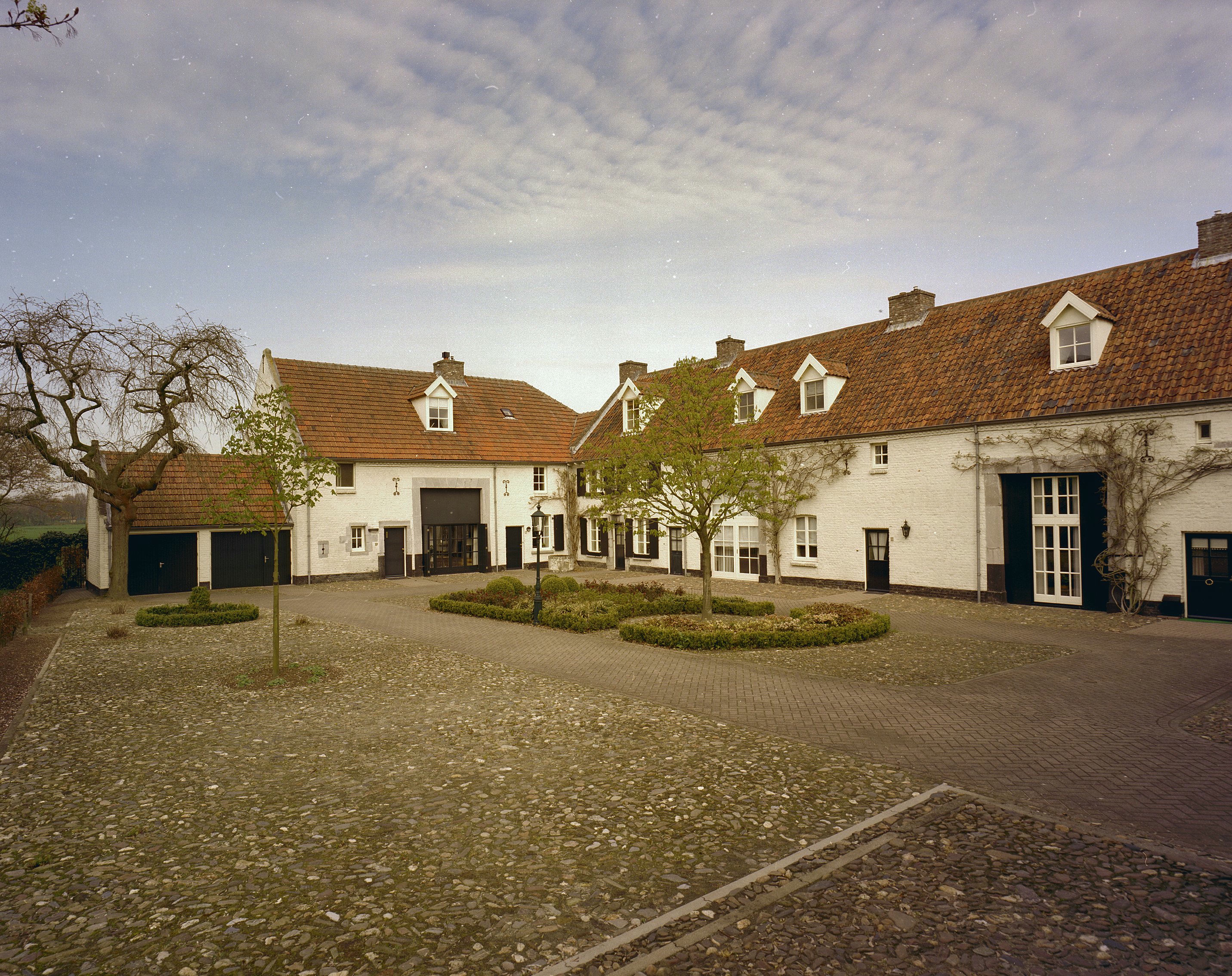
Binnenplaats
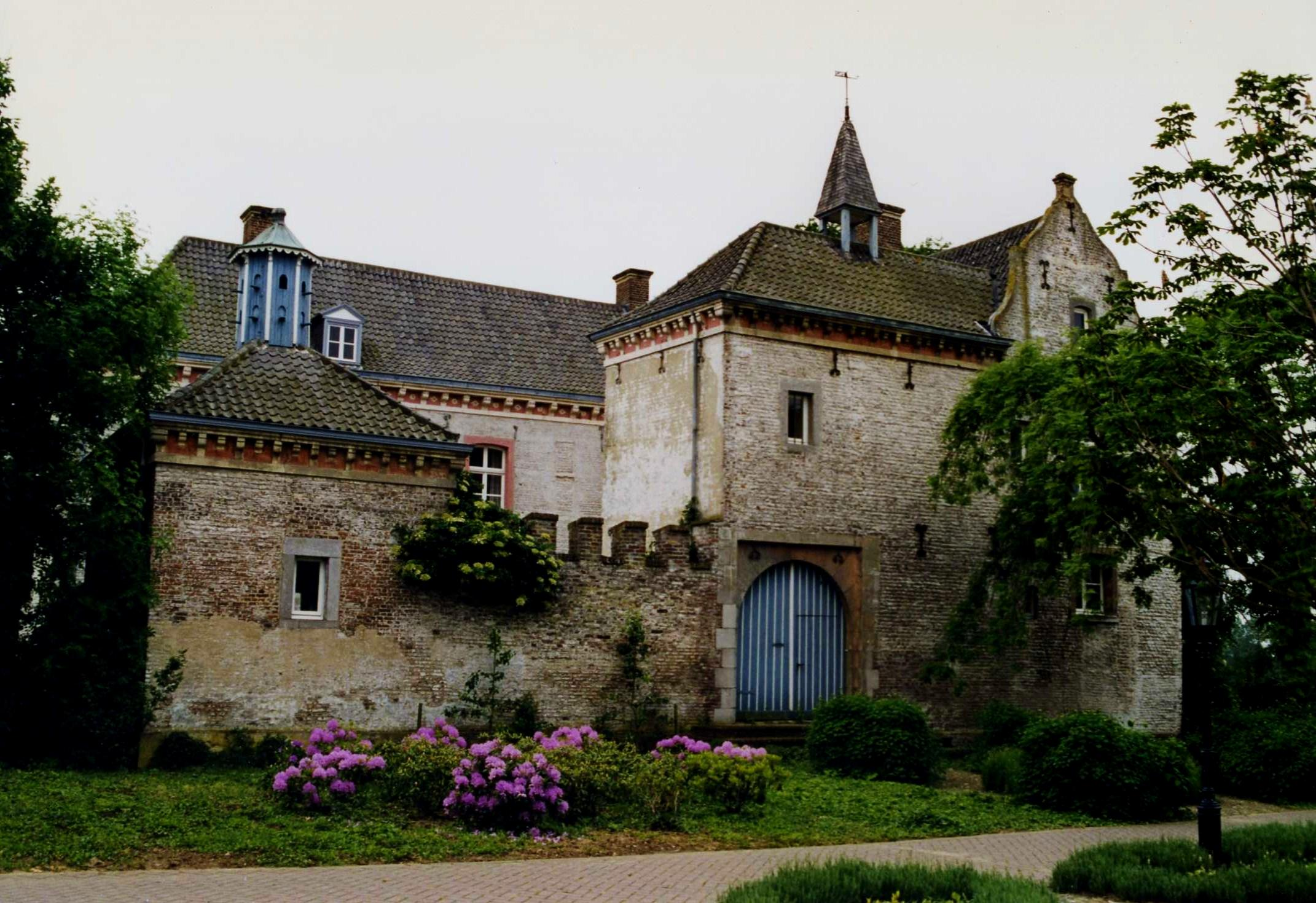
Achtergevel

Aerwinkel · Kasteel Afferden · Aldt Huys · Aldenborgh · Kasteel Aldenghoor · Aldenhoven · Alte Burg · Kasteel Amstenrade · Slot Annendael · Kasteel Arcen · Baersdonck · Bakvliet · Baronsberg · Baxhof · Beegden ·  Benzenrade · Kasteel De Berckt · Kasteel Bethlehem · Beusdaelshof · Binsfeld · Huis Blankenberg · Kasteel Bleijenbeek · Blitterswijck · Boerlo · Bolberg · Bollenberg · Kasteel De Bongard · Borggraaf · Kasteel d'Erp · Kasteel Borggraaf · Kasteel Borgharen · Kasteel Born · Huis Bree · Breust · Kasteel Broekhuizen · Broekhuizen · Gracht Burggraaf · Kasteel De Burght · Kasteel Cartils · Cloppenburg (Oost-Maarland) · Kasteel Cortenbach · Huis De Dael · Dammerscheid · Kasteel De Bockenhof · De Donck (Sevenum) · De Donck (Swolgen) · De Dorth ·  Huis ten Dijcken · Kasteel Doenrade · De Doom · Douve · Douvenrade · De Dries · Kasteel Erenstein · Kasteel Eijsden · Eijsden · Einrade · Kasteel Elsloo · Ensenbroek · Eperhuis · Etzenraderhuuske · Exaten · Kasteel Eijckholt · Kasteel Eyckholt · Eys · Gastendonck · Kasteel Genbroek · Gebroken Slot · Kasteel Geijsteren · Kasteel Op Genhoes · Kasteel Genhoes · Genneperhuis · Kasteel Het Geudje · Kasteel Geulle · Kasteel Geusselt · Geijsteren · Gen Heck · Ghoor · Kasteel Goedenraad · Kasteel Grasbroek · Kasteel Groenendaal · Groethof · Groot Paarlo · Kasteel van Gronsveld · De Gun ·Kasteel Haeren · Kasteel Den Halder · Heerlaer · Heeze · Heijen · 's-Herenanstel · Kasteel Hillenraad · Kasteel Hoensbroek · Hoenshuis · Holstrate · Holtmühle · Huize Holtum · Kasteel Horn · De Horst · Huys ter Horst · Ten Hove (Grathem) · Ten Hove (Panningen) · Huis Brias · Huis Darth ·  Kasteel Hurpesch · Kasteel Sint-Jansgeleen · Kasteel Jerusalem · Kasteel Kaldenbroek · Den Kamp · Kasteel Karsveld · Kasteel Keverberg · Klein Paarlo · Klimmender Huuske · De Kolck · Koppelberg · Laar · Landsfort · Kasteel Lemiers · Kasteelruïne Lichtenberg · Kasteel Limbricht · Lonesteyn · Huize Lovendael · Mazenburg · Kasteel van Meerlo · Kasteel Meerssenhoven · Meezenbroek · Kasteel van Mheer · Middelaar · Kasteel Millen · Kasteel Montfort · Movert · Mulrode · De Munt · Château Neercanne · Kasteel Neubourg · Nienghoor · Huis Nierhoven · Kasteel Nieuwenbroeck · Nije Huys · Kasteel Nijenborgh · Kasteel Nijswiller · Nijthuysen · Kasteel Obbicht · Oedenrade · Kasteel Ooijen · Kasteel Oost (Valkenburg) · Kasteel Oost (Oost-Maarland) · Kasteel Ouborg · Overen · Kasteel Passarts-Nieuwenhagen · Prickenis · Prinsenhof · Puth · De Putting · Raath · De Raay · Ravenhof · Kasteel Reijmersbeek · Kasteel van Rijckholt · Kasteel Rivieren · Rodenbroek · Rosendaal · Kasteel Schaesberg · Kasteel Schaloen · Te Scharen · Schenkenburg · Kasteel Scheres · De Spijker (Geijsteren) · De Spijker (Leeuwen) · Huis Severen · Sibberhuuske · Château St. Gerlach · Spraland · Huis De Spyker · Huize Stalberg · Stalberg (Wellerlooi) · De Steeg · Kasteel Stein · Steinhagen · Steenen Huis · Stoel van Swentibold · Strijthagen (Landgraaf) · Strijthagen (Welten) · Struyver · Kasteel Terborgh · Terlinden (Wijnandsrade) · Terveurdt · Ter Weyer · Kasteel Ter Worm · De Tombe · Huis De Torentjes · Triest · Trippaert · Kasteel Vaalsbroek · Kasteel Vaeshartelt · Valkenburg · Vliek · De Vroenhof · Vrijburg · Kasteel Wambach · Warenberg · Well · Weyershof ·  Wijlre · Kasteel Wijnandsrade · Wijnandsrade · Wijnantshof · Wissegracht · Huize Witham · Kasteel Wittem · Wolfrath · Wylre